# KwaDukuza Local Municipality
KwaDukuza (englisch KwaDukuza Local Municipality) ist eine Lokalgemeinde im Distrikt iLembe der südafrikanischen Provinz KwaZulu-Natal. Der Sitz der Gemeindeverwaltung befindet sich in der gleichnamigen Stadt KwaDukuza (früher Stanger). Bürgermeisterin ist Dolly Govender.
Die Gemeinde ist nach einem Gleichnis benannt. Das isiZulu-Wort duka bedeutet „umherwandern“ oder „sich verirren“ und ist eine Anspielung auf das Labyrinth der Hütten, in dem sich der Fremde verirren würde. Den Namen Kwadukuza trug einst der Kral des König Shaka, dessen historische Position sich im Zentrum der heutigen Stadt befindet. Nach einer anderen Interpretation bedeutet der Name „sicherer Ort“ oder „Ort der Verborgenheit“.

## Städte und Orte
| - Anmaharai - Ballito (Dolphin Coast) - Chris Hani - Darnall - Driefontein - Ematendeni - Eradamishini - Etete | - Ethafeni - Groutville - Honolulu - KwaDukuza (ehemals Stanger) - Lloyd - Mdlebeni - Mnsonono - Mnyomawini | - Njekane - Nkobongo - Nonoti - Ntabaningi - Shakaskraal - UCC Informal - Zinkwazi Beach (Nkwazi) |

## Bevölkerung
Im Jahr 2011 hatte die Gemeinde auf einer Gesamtfläche von 735 Quadratkilometern 231.187 Einwohner. Davon waren 78,8 % schwarz, 14,1 % Inder bzw. Asiaten, 5,6 % weiß und 1 % Coloureds. Erstsprache war zu 65,8 % isiZulu, zu 20,7 % Englisch, zu 6,9 % isiXhosa, zu 1,5 % jeweils Afrikaans und eine in Südafrika nichtamtliche Sprache, zu 0,9 % isiNdebele und zu 0,7 % Xitsonga.

## Parks und Naturschutzgebiete
- Amatikulu Nature Reserve
- Croc Valley Nature Reserve
- Harold Johnson Nature Reserve